# Communes de la province d'Arezzo
- Haut – A
- B
- C
- D
- E
- F
- G
- H
- I
- J
- K
- L
- M
- N
- O
- P
- Q
- R
- S
- T
- U
- V
- W
- X
- Y
- Z

## A
- Anghiari
- Arezzo

## B
- Badia Tedalda
- Bibbiena
- Bucine

## C
- Capolona
- Caprese Michelangelo
- Castel Focognano
- Castel San Niccolò
- Castelfranco di Sopra
- Castiglion Fibocchi
- Castiglion Fiorentino
- Cavriglia
- Chitignano
- Chiusi della Verna
- Civitella in Val di Chiana
- Cortona

## F
- Foiano della Chiana

## L
- Laterina
- Loro Ciuffenna
- Lucignano

## M
- Marciano della Chiana
- Monte San Savino
- Montemignaio
- Monterchi
- Montevarchi

## O
- Ortignano Raggiolo

## P
- Pergine Valdarno
- Pian di Scò
- Pieve Santo Stefano
- Poppi
- Pratovecchio

## S
- San Giovanni Valdarno
  - Offagna
- Sestino
- Stia
- Subbiano

## T
- Talla
- Terranuova Bracciolini